# 左翼多民族团结
左翼多民族团结（西班牙語：Unidad Plurinacional de las Izquierdas）是厄瓜多尔的一个已不存在的左翼政党联盟。该联盟成立于2011年，由帕查库蒂克多民族团结运动－新国家、民主人民运动等左翼政党组成。它的意识形态是反资本主义、民主社会主义、共产主义、马克思列宁主义、进步主义。该联盟在2014年解散。